# Australia en los Juegos Olímpicos de Atlanta 1996
Australia estuvo representada en los Juegos Olímpicos de Atlanta 1996 por un total de 417 deportistas que compitieron en 26 deportes.  
El portador de la bandera en la ceremonia de apertura fue el jinete Andrew Hoy.

## Medallistas
El equipo olímpico australiano obtuvo las siguientes medallas:
| Nombre | Deporte             | Competición                 |
| --- | ------------------- | --------------------------- |
| Oro |                     |                             |
| Wendy Schaeffer (Sunburst) Phillip Dutton (True Blue Girdwood) Andrew Hoy (Darien Powers) Gillian Rolton (Peppermint Grove) | Hípica              | Concurso completo por eqs.  |
| Equipo | Hockey sobre hierba | Torneo F                    |
| Kieren Perkins | Natación            | 1500 m libre M              |
| Susie O'Neill | Natación            | 200 m mariposa F            |
| Kate Slatter Megan Still | Remo                | Dos sin timonel (W2-) F     |
| Nicholas Green Drew Ginn James Tomkins Michael McKay                                                                        | Remo                | Cuatro sin timonel (M2-) M  |
| Todd Woodbridge Mark Woodforde                                                                                              | Tenis               | Doble M                     |
| Michael Diamond | Tiro                | Foso M                      |
| Russell Mark | Tiro                | Doble foso M                |
| Plata |                     |                             |
| Cathy Freeman | Atletismo           | 400 m F                     |
| Louise McPaul | Atletismo           | Jabalina F                  |
| Michelle Ferris | Ciclismo en pista   | Velocidad ind. F            |
| Daniel Kowalski | Natación            | 1500 m libre M              |
| Scott Miller | Natación            | 100 m mariposa M            |
| Petria Thomas | Natación            | 100 m mariposa F            |
| Nicole Stevenson Susie O'Neill Samantha Riley Sarah Ryan                                                                    | Natación            | 4 × 100 m estilos F         |
| Robert Scott David Weightman                                                                                                | Remo                | Dos sin timonel (M2-) M     |
| Mitch Booth Andrew Landenberger                                                                                             | Vela                | Tornado M                   |
| Bronce |                     |                             |
| Equipo | Baloncesto          | Torneo F                    |
| Bradley McGee | Ciclismo en pista   | Persecución ind. M          |
| Stuart O'Grady | Ciclismo en pista   | Carrera por puntos M        |
| Lucy Tyler-Sharman | Ciclismo en pista   | Carrera por puntos F        |
| Bradley McGee Stuart O'Grady Timothy O'Shannessey Dean Woods                                                                | Ciclismo en pista   | Persecución por eqs. M      |
| Stefan Botev | Halterofilia        | +108 kg M                   |
| Equipo | Hockey sobre hierba | Torneo M                    |
| Daniel Kowalski | Natación            | 200 m libre M               |
| Daniel Kowalski | Natación            | 400 m libre M               |
| Scott Goodman | Natación            | 200 m mariposa M            |
| Samantha Riley | Natación            | 100 m braza F               |
| Phil Rogers Steven Dewick Scott Miller Michael Klim                                                                         | Natación            | 4 × 100 m estilos M         |
| Emma Johnson Susie O'Neill Julia Greville Nicole Stevenson                                                                  | Natación            | 4 × 200 m libre F           |
| Clint Robinson | Piragüismo          | K1 1000 m M                 |
| Daniel Collins Andrew Trim                                                                                                  | Piragüismo          | K2 500 m M                  |
| Katrin Borchert Anna Wood                                                                                                   | Piragüismo          | K2 500 m F                  |
| Anthony Edwards Bruce Hick                                                                                                  | Remo                | Doble scull ligero (LM2x) M |
| Rebecca Joyce Virginia Lee                                                                                                  | Remo                | Doble scull ligero (LW2x) F |
| Janusz Hooker Boden Hanson Duncan Free Ronald Snook                                                                         | Remo                | Cuatro scull (M4x) M        |
| Equipo | Sóftbol             | Torneo F                    |
| Deserie Huddleston | Tiro                | Doble foso F                |
| Colin Beashel David Giles                                                                                                   | Vela                | Star M                      |
| Natalie Cook Kerri Ann Pottharst                                                                                            | Vóley playa         | Torneo F                    |